# Remessa
As remessas são quantidades de dinheiro enviadas por emigrantes a seus países de origem e representam uma soma considerável para os países em desenvolvimento. Em 2005, as remessas foram avaliadas em 167 bilhões de dólares, o que as tornam a segunda fonte (em volume) de financiamento dos países em desenvolvimento em escala mundial, atrás somente dos investimentos diretos do exterior. A ajuda pública repassada pelos países ricos aos países em desenvolvimento representa apenas a metade das somas transferidas pelos emigrantes. O montante referido acima de 167 bilhões tem como base exclusivamente as estatísticas oficiais, tanto dos países remetentes quanto dos recipiendários, não tomando em conta que elevados valores são transferidos extra-oficialmente, em espécie, ou em ouro metálico.
Na América Latina, o México é o maior recipiente de remessas de sua diáspora, recebendo US$ 30 bilhões. Brasileiros nos Estados Unidos, no ano de 2020, transferiram cerca de R$ 1,1 bilhões para o Brasil, em grande parte para familiares no país de origem.
As quantidades anuais de dinheiro são tão significativas que, em alguns países, significam mais de 10% de seu PIB.
Em relação aos meios, virtuais ou físicos, pelos quais as remessas de dinheiro podem ser efetivadas, este são: Ordem de pagamento em R$ ou Moeda Estrangeira, Cartão de Débito Pré Pago, Remessa Via Correio (Vale Postal) ou Cheque em Moeda Estrangeira de Viagem.